# Acacia drepanocarpa
Acacia drepanocarpa är en ärtväxtart som beskrevs av Ferdinand von Mueller. Acacia drepanocarpa ingår i släktet akacior, och familjen ärtväxter.

## Underarter
Arten delas in i följande underarter:
- A. d. drepanocarpa
- A. d. latifolia